# Kim Kang-woo
Kim Kang-woo (hangul: 김강우), es un actor surcoreano.

## Biografía
Estudió en la Universidad Chung-Ang (en inglés: Chung-Ang University).
El 18 de junio de 2010 se casó con Han Mu-young (la hermana mayor de la actriz Han Hye-jin), la pareja le dio la bienvenida a su primer hijo en el 2011.

## Carrera
Desde junio de 2017 es miembro de la agencia "King Entertainment", previamente en el fue miembro de la agencia "Namoo Actors", en agosto de 2014 dejó la agencia y se unió a "C-JeS Entertainment" donde estuvo hasta 2017.
Ha aparecido en sesiones fotográficas para "Vogue Korea", "Nylon", entre otras...
El 6 de abril de 2009 se unió al elenco de la serie The Slingshot donde dio vida al villano Chae Do-woo, el jefe de la corporación que idea una estafa para derribar al padre de Kim Shin (Park Yong-ha) quien pierde todo y termina en la cárcel por un crimen que no cometió, hasta el final de la serie el 9 de junio del mismo año.
En agosto de 2012 se unió al elenco de la serie Haeundae Lovers donde interpretó a Lee Tae-sung, un fiscal público que odia a los mafiosos con pasión, cuando sufre de amnesia toma el nombre de Nam Hae, y cree que es un fisioculturista, hasta el final de la serie en septiembre del mismo año.
En abril de 2014 se unió al elenco de la serie Golden Cross donde dio vida al fiscal Kang Do-yoon, quien luego de la muerte de su hermana y el incriminamiento de su padre, decide buscar venganza contra el hombre responsable de los hechos Seo Dong-ha (Jeong Bo-seok), hasta el final de la serie en junio del mismo año.
En 2015 se unió a la película dramática The Treacherous donde interpretó al príncipe Príncipe Yeonsan de Joseon.
El 28 de marzo del mismo año se unió al elenco de la serie Missing Noir M donde dio vida al analítico Gil Soo-hyun, un genio que después de trabajar para el FBI durante una década, decide regresar a Corea, donde maneja un grupo de trabajo en una unidad especial de desaparecidos que va tras el 1% de los casos más difíciles sin resolver, hasta el final de la serie el 30 de mayo del mismo año.
En marzo de 2016 se unió al elenco principal de la serie Goodbye Mr. Black donde interpretó a Min Seon-jae, hasta el final de la serie mayo del mismo año. El actor Jeong Jae Hyuk interpretó a Sun-jae de joven.
En 2017 se unió al elenco principal de la serie Circle, donde interpretó al detective de crímenes violentos Kim Joon-hyuk, hasta el final de la serie en del mismo año.
El 4 de diciembre de 2019 se unió al elenco principal de la serie Woman of 9.9 Billion (también conocida como "9.9 Billion Woman") donde dio vida a Kang Tae-woo, hasta el final de la serie el 23 de enero de 2020.
En noviembre del mismo año se anunció que se había unido al elenco de la película New Year's Eve.
En abril de 2021 protagonizó la película de suspenso Recalled, junto a Seo Ye-ji, con el papel de supuesto marido de esta.
El 8 de diciembre de 2021 se unirá al elenco principal de la serie Artificial City (también conocida como "Gong Jak City") donde dará vida a Jung Joon-hyuk, un presentador popular con su propio club de fans que esconde un complejo de inferioridad por haber sido etiquetado como "el hijo ilegítimo del Grupo Sung Jin" durante toda su vida.

## Filmografía

### Series de televisión
| Año     | Título                        | Personaje            | Notas                  | Ref.          |
| ------- | ----------------------------- | -------------------- | ---------------------- | ------------- |
| 2003    | Breathless                    | Shin Moo-chul        | -                      |               |
| 2005    | Three Leafed Clover           | Yoon Seong-woo       | 16 episodios           |               |
| 2008    | Bichunmoo                     | Shi Jun              | -                      |               |
| 2009    | The Slingshot                 | Chae Do-woo          | 20 episodios           |               |
| 2012    | Haeundae Lovers               | Lee Tae-sung         | 16 episodios           |               |
| 2014    | Golden Cross                  | Kang Do-yoon         | 20 episodios           |               |
| 2015    | Missing Noir M                | Gil Soo-hyun         | 10 episodios           |               |
| 2016    | Goodbye Mr. Black             | Min Seon-jae         | 20 episodios           |               |
| 2017    | Circle                        | Det. Kim Joon-hyuk   | 12 episodios           | [ 20 ]        |
| 2018    | My Contracted Husband, Mr. Oh | Oh Jak-doo / Oh-Hyuk | 24 episodios           | [ 21 ]        |
| 2019    | Item                          | Jo Se-hwang          | 12 episodios           |               |
| 2019-20 | Woman of 9.9 Billion          | Kang Tae-woo         | 32 episodios           |               |
| 2021-22 | Artificial City               | Jung Joon-hyuk       | 20 episodios           | [ 22 ] [ 23 ] |
| 2024    | Wonderful World               | Kang Soo-ho          | 14 episodios           | [ 24 ] [ 25 ] |
| 2024    | The Tyrant                    | Paul                 | Serie web, 4 episodios | [ 26 ] [ 27 ] |

### Películas
| Año  | Título                               | Personaje                 | Notas                                                                                            | Ref.          |
| ---- | ------------------------------------ | ------------------------- | ------------------------------------------------------------------------------------------------ | ------------- |
| 2002 | The Coast Guard                      | Soldado Jo                | junto a Jang Dong-gun, Kim Jung-hak, Yoo Hae-jin, Park Yoon-jae, Kim Tae-woo y Kim Young-jae     |               |
| 2003 | Silmido                              | Min-ho                    | junto a Sol Kyung-gu, Ahn Sung-ki, Heo Joon-ho y Jung Jae-young                                  |               |
| 2004 | Springtime                           | Ju-ho                     | junto a Choi Min-sik, Jang Shin-young, Kim Ho-jung y Youn Yuh-jung                               |               |
| 2005 | The Aggressives                      | Mogi                      | junto a Chun Jung-myung, Jo Yi-jin y Lee Chun-hee                                                |               |
| 2005 | The Beast and the Beauty             | Tak Joon-ha               | junto a Ryoo Seung-bum y Shin Min-a                                                              |               |
| 2007 | The Railroad                         | Kim Man-soo               | junto a Son Tae-young, Baek Jong-hak, Cha Seo-won, Ji Jong-eun y Oh Jung-se                      |               |
| 2007 | Le Grand Chef                        | Seong-chan                | junto a Lee Ha-na, Im Won-hee, Jung Eun-pyo, Lee Min-ho y Kim Seong-won                          |               |
| 2007 | Rainbow Eyes                         | Cho Kyung-yoon            | junto a Kim Min-sun, Lee Soo-kyung, Kim Sung-ryung, Oh Ji-young y Park Won-sang                  |               |
| 2008 | Hello, Schoolgirl                    | Gyu-cheol                 | junto a Yoo Ji-tae, Kang-in, Chae Jung-an, Choi Soo-young y Na Young-hee                         |               |
| 2009 | Marine Boy                           | Cheon-soo                 | junto a Cho Jae-hyun, Park Si-yeon, Lee Won-jong, Um Hyo-sup, Jo Jae-yoon y Oh Kwang-rok         |               |
| 2009 | Five Senses of Eros (I'm Right Here) | Kang Hyeon-woo            | junto a Cha Soo-yeon                                                                             |               |
| 2010 | Ha Ha Ha                             | Kang Jeong-ho             | junto a Kim Sang-kyung, Yoo Jun-sang, Moon So-ri, Ye Ji-won y Kim Gyu-ri                         |               |
| 2010 | A Better Tomorrow                    | Kim Chul                  | junto a Joo Jin-mo, Song Seung-heon, Jo Han-sun, Lee Geung-young y Kim Ji-young                  |               |
| 2012 | Doomsday Book                        | Park Do-won               | junto a Ryoo Seung-bum, Song Sae-byeok y Kim Mu-yeol                                             |               |
| 2012 | The Taste of Money                   | Joo Young-jak             | junto a Youn Yuh-jung, Baek Yoon-sik, Kim Hyo-jin, On Joo-wan y Maui Taylor                      |               |
| 2012 | Black Dawn                           | Yoo Dae-ha / An Min-cheol | junto a Atsurō Watabe, Yōko Maki, Machiko Ono, Min Tanaka, Im Hyeon-jun y Kenichi Endō           |               |
| 2013 | The Gifted Hands                     | Yang Choon-dong           |                                                                                                  |               |
| 2013 | In My End Is My Beginning            | Hermano de Jung-ha        | junto a Uhm Jung-hwa, Kim Hyo-jin, Hwang Jung-min, Lee Hwi-hyang y Choi Min-sik                  |               |
| 2013 | Mr. Go                               | Kim                       | junto a Xu Jiao, Sung Dong-il, Joe Odagiri, Kim Hee-won, Kim Jung-tae, Kim Eung-soo y Jung In-gi |               |
| 2013 | Marriage Blue                        | Tae-kyu                   | junto a Kim Hyo-jin, Joo Ji-hoon, Lee Yeon-hee, Ok Taecyeon, Ma Dong-seok y Lee Hee-joon         |               |
| 2014 | Tabloid Truth                        | Lee Woo-gon               | junto a Jung Jin-young, Ko Chang-seok, Park Sung-woong, Park Won-sang, Ko Won-hee y Kwon Yul     |               |
| 2014 | Cart                                 | Dong-joon                 | junto a Yum Jung-ah, Moon Jung-hee, Kim Young-ae, Do Kyung-soo y Chun Woo-hee                    |               |
| 2015 | The Treacherous                      | Príncipe Yeonsan          | junto a Joo Ji-hoon, Chun Ho-jin, Lim Ji-yeon, Lee Yoo-young, Jang Gwang y Go Kyung-pyo          |               |
| 2018 | The Vanished (The Body)              | Park Jin-han              | junto a Kim Sang-kyung, Kim Hee-ae, Han Ji-an, Ryu Kyung-soo y Hyun Bong-shik                    |               |
| 2018 | High Society                         | Baek Gwang-hyun           | junto a Park Hae-il, Soo Ae, Lee Jin-wook, Ra Mi-ran y Park Sung-hoon                            |               |
| 2020 | New Year's Eve                       | Det. Ji-ho                | junto a Yoo In-na                                                                                | [ 28 ] [ 29 ] |
| 2020 | Recalled                             | Esposo                    | junto a Seo Ye-ji, Sung Hyuk, Bae Je-ki y Park Sang-wook                                         | [ 17 ] [ 30 ] |
| 2021 | Guimoon: The Lightless Door          | Do-jin                    | junto a Kim So-hye, Hong Jin-gi y Lee Jung-hyung                                                 | [ 31 ] [ 32 ] |
| 2022 | Sad Tropics                          | -                         |                                                                                                  | [ 33 ]        |
| 2025 | The Old Woman with the Knife         | Señor Son                 |                                                                                                  | [ 34 ]        |

### Apariciones en programas de variedades
| Año  | Título                                     | Notas                   |
| ---- | ------------------------------------------ | ----------------------- |
| 2020 | Law of the Jungle – Tribe Chief and Granny | (ep. 427-429) - miembro |

### Revistas / sesiones fotográficas
| Año  | Título               | Notas                                                         |
| ---- | -------------------- | ------------------------------------------------------------- |
| 2015 | 1st Look             | junto a Park Hee-soon                                         |
| 2010 | VOGUE Korea Magazine | junto a Jeon Hye-bin y Lee Kyu-han - (publicación de febrero) |

## Premios y nominaciones
| Año  | Categoría                                     | Premio                       | Series / Películas | Resultado |
| ---- | --------------------------------------------- | ---------------------------- | ------------------ | --------- |
| 2014 | Excellence Award, Actor in a Mid-length Drama | KBS Drama Award              | Golden Cross       | Nominado  |
| 2012 | Excellence Award, Actor in a Miniseries       | KBS Drama Award              | Haeundae Lovers    | Nominado  |
| 2010 | Sapphire Award                                | 3rd Korea Jewelry Award      | -                  | Ganó      |
| 2009 | Excellence Award, Actor in a Mid-length Drama | KBS Drama Award              | The Slingshot      | Nominado  |
| 2007 | Best Actor                                    | 25th Torino Film Festival    | The Railroad       | Ganó      |
| 2005 | Best New Actor                                | 6th Busan Film Critics Award | The Aggressives    | Ganó      |
| 2004 | Best New Actor                                | 3rd Korean Film Award        | Springtime         | Nominado  |